# Estadio Felipe Martínez Sandoval
El Estadio Felipe Martínez Sandoval o Parque Oblatos/Oro como se le conocía popularmente, fue un estadio con capacidad de 10,000 espectadores que se encontraba en la ciudad de Guadalajara, en la manzana correspondiente a las calles Eje Gigantes, Valentín Gómez Farías, Dr. Silverio García (Calle 32) y Dr. Leonardo Oliva (Calle 30). Este estadio albergó al Club Deportivo Oro, contando con grandes instalaciones para la época, y se convirtió en el estadio con mayor capacidad en Jalisco.
Fue inaugurado el 20 de julio de 1930, la directiva áurea invitó al Club Deportivo Guadalajara para el evento, donde se llevó a cabo una doble cartelera de partidos de exhibición. Tiempo después, la cancha Oblatos también se convirtió en casa del Guadalajara y después del resto de los equipos tapatíos, los cuales continuaron utilizando el recinto  hasta 1960, año en que se mudan al Estadio Jalisco. 
Tenía capacidad para 10 mil aficionados, pero por lo general esta siempre se sobrepasaba, sobre todo en encuentros de Clásico Tapatío, en el final de la temporada 1950-1951 que se jugó entre Guadalajara y Atlas, se registró una entrada de 15 mil 305 aficionados.

## Inauguración
La tarde del domingo 20 de julio de 1930, se registraron dos encuentros para inaugurar oficialmente el campo del Club Deportivo Oro que se encontraba ubicado en la prolongación de la Avenida Álvaro Obregón, hacia el Oriente de la ciudad de Guadalajara, Jalisco.
El primer encuentro inaugural fue entre equipos de Primera Fuerza de la Federación Deportiva de Occidente de Aficionados, el Club Deportivo Guadalajara contra el Club Deportivo Imperio se dieron cita a las 15:30 en la cancha, con arbitraje del señor Timoteo Villalobos. El segundo encuentro fue entre los equipos del Club Deportivo Colón y el Club Deportivo Oro, arbitrando el señor Gerónimo Prieto.
Los resultados de los juegos fueron los siguientes, en el primer juego venció el Guadalajara con el margen de cinco goles contra dos, habiendo quedando tres contra dos al medio tiempo, en favor del Guadalajara. El segundo juego resultó empatado con dos goles, aunque al medio tiempo el Colón llevaba una ventaja de dos goles.

## Impacto social
Con el llamado Parque Oro, aumentó considerablemente el aforo para los aficionados al balompié. El fútbol de Jalisco se desarrolló sobre algunas islas de pasto rodeadas de sillas para el respetable público, y a veces algunas tribunas inseguras, montadas y desmontadas rápidamente sobre el llano.
Con la inauguración de este inmueble, el fútbol jalisciense empezaría con una modernización de su fútbol, y un desarrollo que daría como resultado su ingresó en la Primera División de México en 1943. Durante tres largas décadas, el Estadio Felipe Martínez Sandoval fue una referencia obligada del fútbol jalisciense y significó el final de la época romántica y la introducción a los tiempos del profesionalismo.
En octubre de 1962 se hace la primera transmisión de televisión de un partido de Jalisco y fue desde el parque Oro, debido a que no se permitió filmar en el Estadio Jalisco hasta el ascenso del Club Deportivo Nacional.

## Demolición

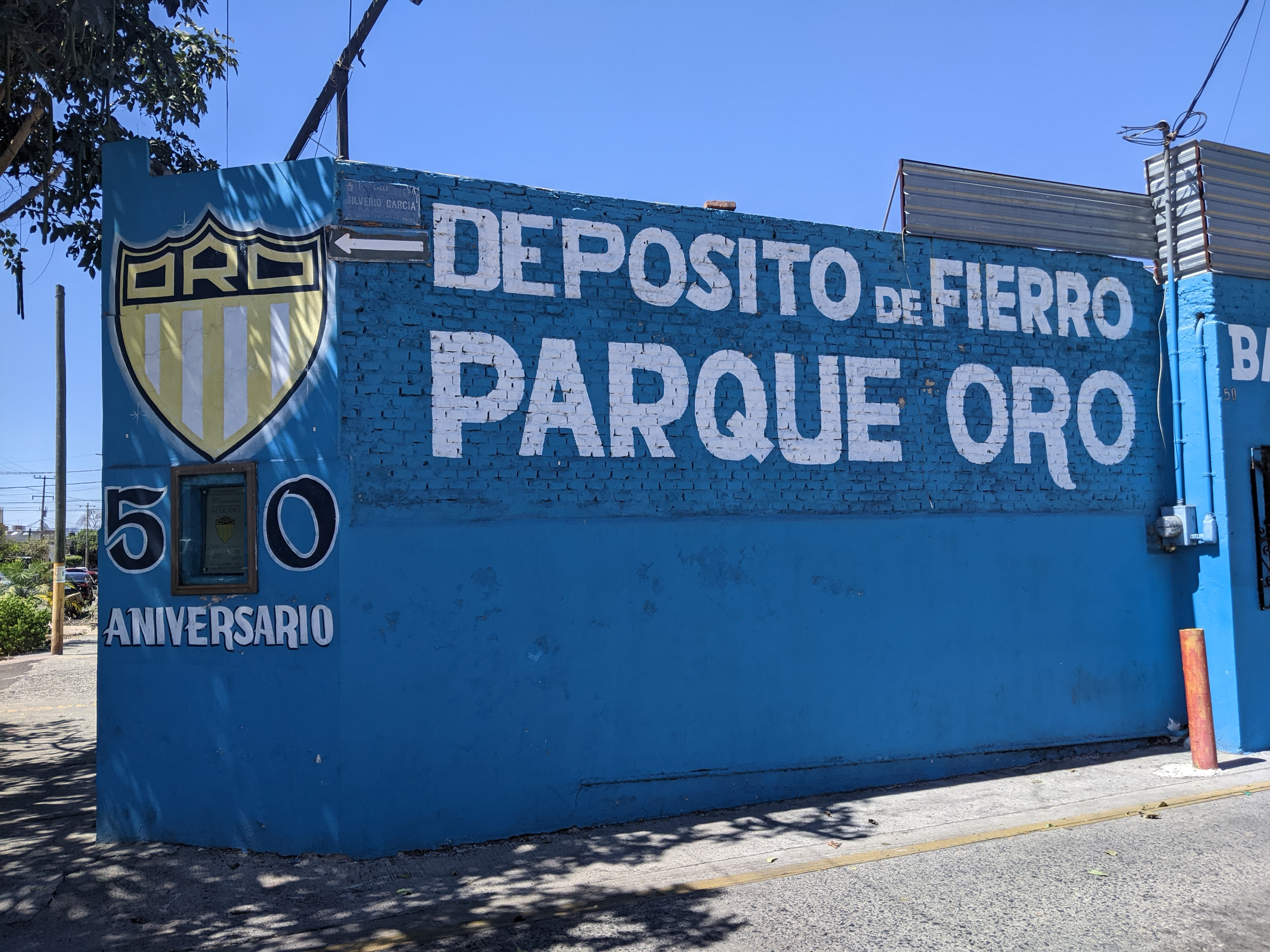
Muro exterior pintado de azul, con escudo y placa conmemorativos del extinto estadio, Parque Oro

Al final de los años 1950s la afición al fútbol había crecido en Guadalajara y el Parque Oro era insuficiente para darle cabida. El ingeniero Felipe Arregui Zepeda, que junto con José Calderón, llevó a cabo la construcción del nuevo estadio llamado Jalisco, refiere que Alberto Alvo, que estaba en la directiva del Atlas, fue quien echó a andar el proyecto, por lo que para 1960 los principales equipos tapatíos dejaron el coloso de Oblatos para jugar en un estadio con el triple de capacidad. Actualmente en el lugar donde se ubicaba el estadio hay una chatarrera llamada «Depósito de Fierro Parque Oro», en calle Doctor Silverio García No. 50, y mejor aún se conserva una de las bardas del inmueble la cual tiene una placa conmemorativa y un escudo del equipo Oro Jalisco, esta última se encuentra en la esquina noroeste de las calles Valentín Gómez Farías y Doctor Silverio García (calle 32), en el Sector Reforma de Guadalajara.